# جبران حمدان
جبران لطيف حمدان: أول لاعب من أصل باكستاني في دوري كرة القدم الأمريكية (NFL) (من مواليد 8 فبراير 1981) هولاعب كرة قدم محترف أمريكي سابق. لعب في الدوري الوطني لكرة القدم (NFL) . اختاره فريق واشنطن ريدسكينز في الجولة السابعة من مسودة اتحاد كرة القدم الأميركي لعام 2003. وقد لعب كرة القدم الجامعية في إنديانا.كان حمدان أيضًا عضوًا في عدة فرق أخرى، منها: فرق أمستردام أدمرلز ، ولوس أنجلوس أفينجرز، وسياتل سي هوكس ، وسان فرانسيسكو 49ers ، وميامي دولفينز ، وبوفالو بيلز ، وتورنتو أرجونوتس.

## وقت مبكر من الحياة
والدة حمدان، التي كانت تبلغ من العمر 16 عامًا ومن أصل باكستان، التقت بوالده خلال إحدى رحلات عمله. كان والده مهندسًا نوويًا من أصل فلسطيني، وقد درس في جامعة إلينوي. وُلِد حمدان في سان دييغو، لكن عائلته انتقلت إلى الكويت عندما بلغ الثالثة من عمره .
كانت عائلة حمدان، التي تضم شقيقه الأصغر بوش، تقضي إجازتها في سان دييغو عام 1991 عندما غزا العراق الكويت. أدى هذا الغزو إلى تدمير منزل العائلة وممتلكاتها. بقي آل حمدان في الولايات المتحدة، وعملت والدته في مجال قص الشعر حتى استقرت العائلة في النهاية في بوتوماك، ماريلاند .
خاض حمدان أول مباراة له في مدرسة وينستون تشرشل الثانوية في بوتوماك بولاية ماريلاند، وذلك كلاعب وسط احتياطي. بعد سنته الثانية من الدراسة الثانوية، انتقل حمدان إلى مدرسة الأسقف دينيس جيه أوكونيل الثانوية في أرلينجتون، فيرجينيا . بصفته لاعب الوسط الأساسي لفريق كرة القدم، قاد منطقة شمال فيرجينيا في ياردات التمرير، وحصل على لقب لاعب العام في مدارس فيرجينيا المستقلة ، كما نال لقب الفريق الأول في الدوري والمنطقة. لم يقتصر تميز حمدان على كرة القدم؛ فقد كان أيضًا لاعبًا أساسيًا في مركز فريق كرة السلة بالمدرسة، ولعب البيسبول . ولعب البيسبول في سن 15 عام.

## المسيرة الجامعية
التحق حمدان بـبجامعة إنديانا ، حيث قدّم أداءً متميزًا في كرة القدم الجامعية مع فريق إنديانا هووزيرز. في عامه الأخير، سجل 2115 ياردة وتسع هبوطات، وهو ما يُعد سابع أفضل إجمالي ياردات في تاريخ إنديانا.وعلى الرغم من أدائه الهجومي القوي، فقد ألقى أيضًا 14 اعتراضًا في سنته الأخيرة، وهو الأسوأ في مؤتمر Big Ten. لكنه حصل على لقب أفضل لاعب في الأسبوع في Big Ten  تقديرًا لأدائه البارز، حيث أكمل 24 من أصل 36 تمريرة بـ 310 ياردات وسجل أعلى أداء في مسيرته بأربعة أهداف في الفوز 32-29 على فريق ويسكونسن.لم يقتصر نشاط حمدان الرياضي على كرة القدم؛ فقد لعب أيضًا البيسبول في جامعة إنديانا .

## المسيرة المهنية

### واشنطن ريدسكينز
تم اختيار حمدان في الجولة السابعة (الترتيب العام 232) من قبل فريق واشنطن ريدسكينز في مسودة اتحاد كرة القدم الأميركي لعام 2003 . على الرغم من أدائه المثير للإعجاب في معسكر التدريب، قرر الفريق في البداية الاحتفاظ بلاعبين اثنين فقط في مركز الوسط للموسم العادي.قضى حمدان الأسابيع العشرة الأولى من موسمه الأول في فريق التدريب الخاص بالفريق، قبل أن يتم التعاقد معه وضمه إلى القائمة النشطة. شارك في جميع المباريات الخمس المتبقية، وظهر لأول مرة في دوري كرة القدم الأمريكية (NFL) في 27 ديسمبر. كان هذا الظهور خلال الدقيقتين الأخيرتين من المباراة ضد فريقفيلادلفيا إيجلز ، حيث حقق أول هبوط له، وسجل تمريرة واحدة صحيحة من محاولتين بمسافة سبع ياردات .
لعب حمدان في <b>دوري كرة القدم الأميركي الأوروبي</b> خلال ربيع عام 2004، حيث كان يشغل مركز لاعب الوسط الاحتياطي خلف اللاعب المخضرم كلينت ستورنر، الذي كان في عامه الثالث بالدوري. بعد معسكر التدريب، قام فريق ريدسكينز بإطلاق سراحه في 5 سبتمبر عام 2004 

### لوس أنجلوس أفينجرز
في 19 نوفمبر 2004، تم توقيع عقد مع جبران حمدان من قبل فريق <b>لوس أنجلوس أفينجرز</b> التابع لـ<b>لدوري كرة القدم الأمريكية</b> (AFL) 

### سياتل سي هوكس (الفترة الأولى)
وقع حمدان مع فريق سياتل سي هوكس في 13 يناير 2005 . تم تخصيصه مرة أخرى لـNFL Europe، حيث فاز مبدئيًا بمركز لاعب الوسط الأساسي لفريق <b>أمستردام أدمرلز</b> متفوقًا على المخضرم كورت كيتنر.
ومع ذلك، تعرض حمدان لكسر في عظم الترقوة، مما أدى إلى تقصير موسمه. في المباريات الأربع التي بدأها، أكمل 39 تمريرة من أصل 75 محاولة، بإجمالي 556 ياردة، وسجل خمسة هبوطات، مقابل اعتراضين. تم إطلاق سراحه مرة أخرى في نهاية معسكر التدريب 
في يناير 2006، أعاد فريق سيهوكس التعاقد مع حمدان وتم تخصيصه لـدوري كرة القدم الأميركي الأوروبي للعام الثالث على التوالي. خلال الموسم، تعرض حمدان لإصابة في الكاحل أثناء المحاولة الأولى في المباراة السابعة، مما أدى إلى تقليص موسمه مرة أخرى.على الرغم من الإصابة، كان حمدان الممرر الرائد في الدوري وحصل على جائزة أفضل لاعب هجومي. بدأ سبع مباريات، وسجل 102 تمريرة مكتملة من أصل 162 محاولة، بإجمالي 1629 ياردة، و12 هبوطًا، وثلاث اعتراضات. كما سجل تصنيفًا مثاليًا للممرر في المباراة الثالثة  من الموسم ضد فريق فرانكفورت جالاكسي. يحمل حمدان الرقم القياسي لمتوسط تصنيف الممرر للموسم في دوري NFL Europe بـ 113.4. ومع ذلك، لم يكن هذا كافيًا لضمان مكانه في فريق Seahawks، حيث تم الاستغناء عنه في 28 أغسطس 2006 .

### سان فرانسيسكو 49ers
أعلن فريق سان فرانسيسكو 49ers عن ضم حمدان بعد التنازلات، لكنه سرعان ما أطلق سراحه بعد بضعة أيام. وفي 3 سبتمبر، تم التعاقد معه لينضم إلى فريق التدريب الخاص بالـ 49ers [1].

### سياتل سي هوكس (الفترة الثانية)
بسبب إصابة لاعب الوسط الأساسي <b>مات هاسلبك</b> ، قرر فريق سيهوكس إعادة التعاقد مع حمدان وضمّه إلى قائمتهم النشطة في 24 أكتوبر لتعزيز العمق. ظل حمدان غير نشط لمدة ست مباريات مع فريق سيهوكس قبل أن يتم الاستغناء عنه في 5 ديسمبر، ليُضاف بعدها إلى فريق التدريب الخاص بالفريق .

### ميامي دولفينز
بعد انتهاء عقد حمدان مع فريق سيهوكس في يناير، وقّع عقدًا مستقبليًا مع فريق ميامي دولفينز في 6 فبراير 2007. ومع ذلك، تم الاستغناء عنه في ختام فترة ما قبل الموسم، وتحديداً في 1 سبتمبر .

### بوفالو بيلز
في 26 سبتمبر 2007، وقّع فريق بافالو بيلز عقدًا مع حمدان للانضمام إلى فريق التدريب الخاص بهم، وذلك بعد إصابة لاعب الوسط الأساسي جيه بي لوسمان. قام البيلز بإطلاق سراح كريج نال، وقاموا بترقية حمدان إلى المركز الثالث في الفريق بتاريخ 19 أكتوبر. وبسبب إصابة ترينت إدواردز، تمت ترقية حمدان ليصبح لاعب الوسط الاحتياطي للمباراة بين البيلز وبنغلس التي أقيمت في 4 نوفمبر 2007 .
ظهر حمدان في 3 مباريات قبل الموسم في عام 2008، حيث أكمل 30 من أصل 47 تمريرة، بإجمالي 258 ياردة بمتوسط 5.5 ياردة لكل تمريرة، وبنسبة إكمال بلغت 63.8%. لم يسجل أي هبوط أو اعتراضات، وحقق تصنيف ممرر 78.1. تعرض حمدان لارتجاج في المخ خلال المباراة النهائية للموسم التحضيري ضد فريق ديترويت ليونز، وهي المباراة التي بدأها [2].
تمت ترقية حمدان إلى مركز الظهير الاحتياطي في آخر مباراتين من موسم 2008، مما أدى إلى عودة لوسمان إلى المركز الثالث، وهو الذي كان قد فقد دوره الأساسي في وقت سابق من ذلك العام لصالح ترينت إدواردز .
في موسم 2009، كان حمدان وكيلًا حرًا مقيدًا، وقام فريق بافالو بيلز بإعادة توقيعه في 26 فبراير. أدى التعاقد مع رايان فيتزباتريك إلى عودته إلى التشكيلة الأساسية مع بداية معسكر التدريب لعام 2009 
حضر حمدان معسكر تدريب المذيعين في اتحاد كرة القدم الأميركي عام 2009، وظهر في برنامجه الأسبوعي الخاص على موقع "Bills" الإلكتروني، والذي كان يُسمى "Hanging Ten with Hamdan" .
شارك جبران حمدان في جميع مباريات ما قبل الموسم الأربع لعام 2009. وقد أكمل 32 من أصل 48 تمريرة، محققًا 427 ياردة بمتوسط 8.9 ياردة لكل تمريرة، وبنسبة إكمال بلغت 66.7%. سجل هبوطًا واحدًا واعتراضين، وحصل على تصنيف ممرر بلغ 84.3 .
تم التنازل عن حمدان في 19 نوفمبر 2009 لصالح بريان بروهم ، الذي تم التوقيع معه من فريق التدريب الخاص بجرين باي باكرز . أعاد فريق بيلز التعاقد مع حمدان في 22 ديسمبر 2009، بعد إصابة فيتزباتريك وإدواردز، مع انتقال الظهير تيرينس ماكجي إلى قائمة المصابين لإفساح المجال لحمدان في القائمة.

### تورنتو أرجونوتس
في 10 مارس 2010، أُعلن أن حمدان وقع عقدًا لمدة عام واحد، مع خيار التجديد، مع فريق تورنتو أرجونوتسفي الدوري الكندي لكرة القدم . ثم اعتزل لعب كرة القدم في 4 يونيو 2010.

## مسيرته الدولية في لعبة البيسبول
لقد لعب ضمن <b>فريق البيسبول الوطني الأمريكي تحت 15 سنة</b>  في 18 أغسطس عام 2022، أعلن أنه سيمثل باكستان في التصفيات المؤهلة لبطولة العالم للبيسبول 2023.

## الحياة الشخصية
جبران حمدان متزوج من جيني جرانت، حفيدة المدرب السابق في اتحاد كرة القدم الأميركي ودوري كرة القدم الكندي باد جرانت . شقيق حمدان الأصغر بوش هو أيضًا لاعب الوسط السابق الذي لعب في ولاية بويسي ، وهو حاليًا منسق الهجوم في كنتاكي.
بعد كرة القدم، بدأ حمدان خط الأزياء الخاص فيه .

## روابط خارجية
- ملف فالبارايسو
- سيرة تورنتو أرغونوتس
- السيرة الذاتية لبافالو بيلز نسخة محفوظة 2009-02-18 على موقع واي باك مشين.